# 47e Volksgrenadier Division
Pour les articles homonymes, voir 47e division.
La 47. Volksgrenadier-Division ou 47VGD (en français : 47e Division de Grenadiers du Peuple) est une des divisions d'infanterie de l'armée de terre allemande (Heer) durant la Seconde Guerre mondiale. Elle remplace la 47e division d'infanterie détruite à Mons au début de septembre 1944.

## Historique et évolution de la division
Origines de l’unité : la 47e Infanterie-Division
La 47e division d’infanterie est formée le 5 octobre 1942 sur les bases de la 156e division de réserve. Le 12 février 1943 elle est envoyée en France dans le Nord-Pas-de-Calais, entre les villes de Calais et Boulogne-sur-Mer afin de protéger le littoral. Après le débarquement du 6 juin 1944, la division tente d’interdire l’accès du Benelux aux Alliés mais est forcée de reculer. Elle est encerclée et presque intégralement détruite à Mons en Belgique au début du mois de septembre 1944.
Combats dans le Benelux et en Rhénanie : la 47e Volksgrenadier-Division
Dans les jours qui suivent la destruction de la division, il est décidé d’en créer une nouvelle en remplacement. La 47. Volksgrenadier-Division est alors créée dans la base militaire de Wildfleken (Wehrkreis IX) le 17 septembre 1944 en assemblant la 577 Grenadier-Division avec les quelques restes de la 47e division d’infanterie. De nombreux hommes sont prélevés dans les autres armées. En effet près de la moitié du personnel de l’unité provient de la Luftwaffe et de la Kriegsmarine, lorsqu’un autre tiers provient de recrues âgées de 17 à 18 ans. Le reste de la division se compose d’hommes relativement âgés et même de vétérans de la Grande Guerre. L'entraînement de la division souffre d'un sérieux manque d'équipements. Elle est envoyée Aarhus au Danemark le 6 octobre où elle récupère encore d’avantages d’hommes provenant de la marine et de l’armée de l’air. Deux semaines plus tard son effectif est de 9314 hommes. À partir du 8 novembre 1944, la division est envoyée sur le front de la rivière Rour dans la région de Düren. Lors d'un raid aérien allié intense sur la ville le 16 novembre (au cours duquel la ville fut presque entièrement détruite) la division subit ses premières pertes. Une grosse partie de son état-major est détruit ce qui désorganise fortement les opérations. Lorsque la division arrive au front, elle est très vite engagée dans des combats défensifs autour d’Aix-la-Chapelle. Elle doit ensuite  remplacer le gros de la 12VGD et des parties de la 275e division d'infanterie dans le secteur Scherpenseel - Schevenhütte (région de Stolberg). De violentes batailles éclatent autour de Hamich, Hastenrath et Scherpenseel. Les deux dernières villes sont perdues le 18 novembre, Hamich le 19 novembre, la division subissant au passage de très lourdes pertes. Wenau tombe le 20 novembre et Heistern le lendemain. Après ces combats, les effectifs régimentaire atteignent difficilement les 230 hommes ce qui rend impossibles toutes opérations un minimum ambitieuses. Les restes de la 12VGD sont intégrés à l’unité le 21 novembre ce qui redonne du souffle à la division. Une semaine plus tard elle est transférée dans la région de Wollersheim - Vlatten (près de Zülpich) pour récupérer, mais les Américains commencent à sérieusement menacer Düren ce qui l’oblige à retourner au front. La 47VGD remplace la 3e Fallschirmjäger-Division dans la nuit du 9 décembre 1944 sur la tête de pont de Düren où elle subit à nouveau de lourdes pertes. Le 14 décembre elle reçoit l'ordre de passer sur la rive orientale de la Rour, ce qui est fait dès le 17 décembre. À la fin du mois, après divers ravitaillements, la division disposait d'un effectif de combat de 3 051 hommes et se place sur la ligne Maginot pour prendre part à l’opération Nordwind.
Les combats en Alsace du Nord et la fin de la guerre
La 47VGD passe la frontière française le 31 décembre à 23 heures 30, son flanc droit est occupé par la 36VGD et son flanc gauche par la 25e Panzer-Grenadier-Division. Elle progresse en utilisant les espaces dégagés à l’ouest de la forêt de Haguenau, mais finit par être stoppée au niveau de la rivière Moder le 24 janvier 1945 au sud de Mertzwiller. Dans les jours qui suivent l’unité s’acharne à établir une tête de pont dans les secteurs de Neubourg et de Dauendrof mais est finalement repoussée. Le 28 janvier elle reçoit l'ordre de relever la 25e Panzer Grenadier Division qui doit être relocalisée sur le front russe. Elle combat dans les environs de la forêt de Haguenau tous le mois de février mais doit reculer sur la ligne Siegfried au début du mois suivant. Le 18 mars la 47VGD se trouve dans la région d'Alzey au sud de Mayence. Dans la nuit du 25 mars 1945, les quelque 830 hommes restants de la division passent le Rhin et absorbent les lambeaux de plusieurs unités du secteur. Ils se positionnent près de Germersheim pour empêcher aux Alliés la traversée du fleuve. Le 29 mars 1945, des unités françaises établissent des têtes de pont mais la division ne parvient pas à les résorber. Le 30 mars, des combats de retardement sont effectués avec succès entre Schwetzingen et Hockenheim pour couvrir l’évacuation allemande de la plaine d’Alsace plus au sud. À partir du 8 avril 1945 elle réitère ses combats retardateurs aux côtés de la 16VGD pour permettre au gros du corps d'armée d'entrer dans le Jura souabe. Le plan est alors de se replier à partir du 19 avril sur un axe de défense allant de Ludwigsburg à Leonberg afin de créer le point de jonction entre les LXXX et LXIV corps d’armée. Mais le 21 avril, les forces alliées parviennent à encercler la grande majorité du LXXX corps ce qui oblige la division à effectuer des contre-attaques pour briser la poche. Malgré une percée initiale qui libère quelques troupes, les Alliés reprennent vite le dessus et obligent les forces allemandes à se replier vers les régions de Grabenstetten et de Neuffen. Le 24 avril, ce qui reste de l’unité se fait écraser contre le Danube et seuls quelques dizaines hommes parviennent à passer le fleuve. Les unités restantes arrivent alors dans le nord du Tyrol où elles ont été faites prisonnières avec la fin de la guerre.

## Organisation
- - Grenadier-Regiment 103
    - I. Bataillon
    - II. Bataillon

  - Grenadier-Regiment 104
    - I. Bataillon
    - II. Bataillon

  - Grenadier-Regiment 115
    - I. Bataillon
    - II. Bataillon

  - Artillerie-Regiment 147
  - Divisions-Füsilier-Kompanie 147
  - Feldersatz-Bataillon 147
  - Pionier-Bataillon 147
  - Nachrichtenabteilung 147
  - Infanterie-Nachschub-Führer 147
  - Panzer-Jagd-Abteilung 147